# Cucina lucana

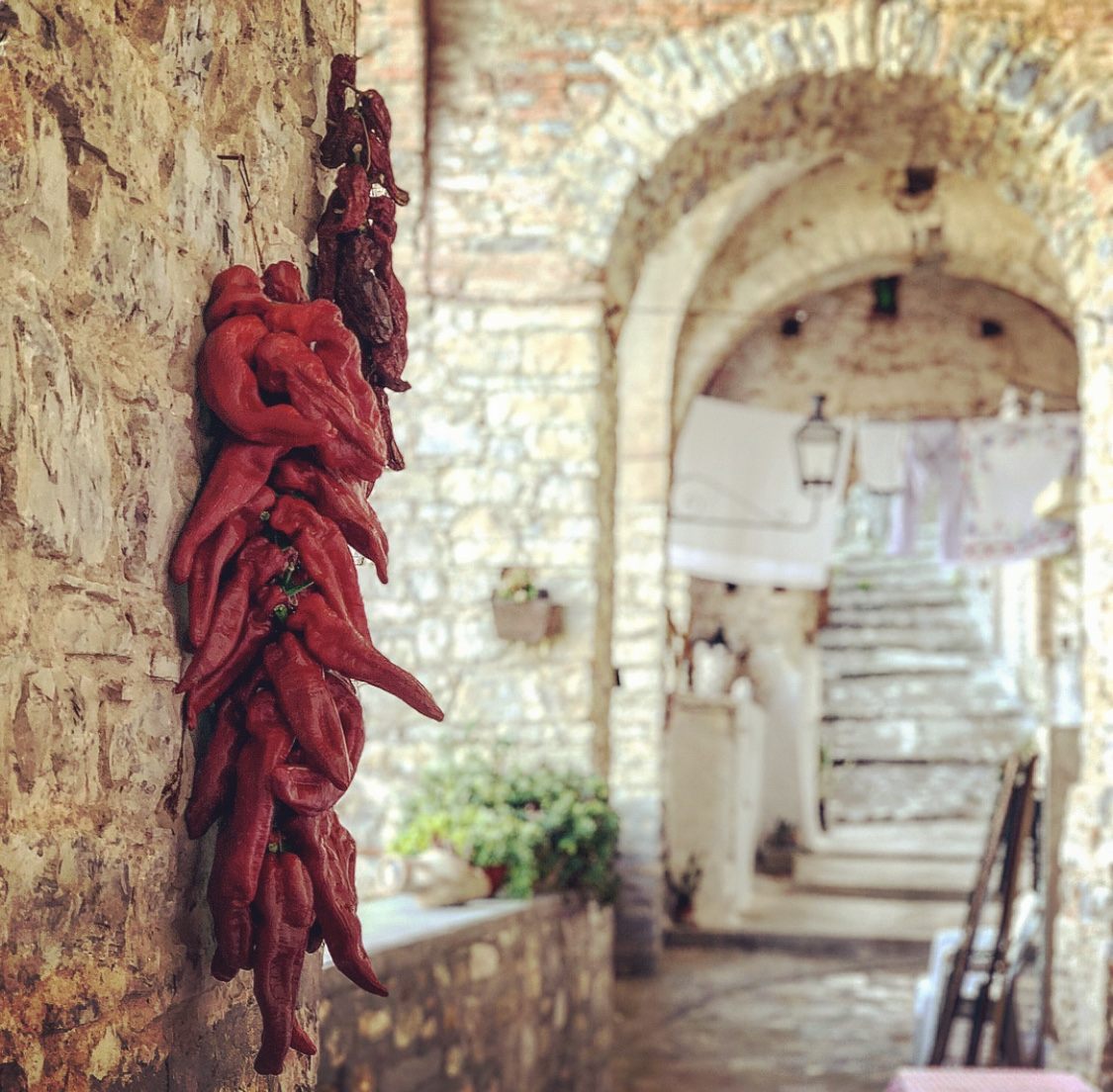
Peperoni cruschi, tra i prodotti culinari più rappresentativi della Basilicata

La cucina lucana è l'arte culinaria propria della regione Basilicata. Si basa prevalentemente sull'uso di carne suina e ovina, legumi, cereali e verdure, con l'aggiunta di aromi come peperoncino, peperone crusco e rafano. La gastronomia locale è, per ragioni storico-culturali, prettamente contadina, basata su ricette semplici e sulla cultura del riuso, in particolare di carne e pane. Alcuni piatti hanno subito variazioni e arricchimenti in tempi moderni, perdendo i connotati di cucina "povera" che li caratterizzavano in passato. 

## Storia
Secondo Marco Terenzio Varrone, i Romani, dopo aver conquistato l'antica Lucania (che comprendeva la maggior parte della Basilicata odierna) appresero la ricetta della salsiccia, al tempo chiamata lucanica, che si diffuse, successivamente, in tutto il territorio nazionale e da cui ebbe origine la luganega, insaccato tipico dell'Italia settentrionale. Gli scavi archeologici effettuati a Maratea hanno riportato manufatti di età romana che descrivono preparazione e conservazione del garum, una salsa di pesce tipica dell'antica cucina romana, del quale Maratea ne sarebbe stata uno dei più importanti centri di produzione sulla costa tirrenica.
Con molta probabilità, i Normanni importarono il rafano, che trovò un habitat ideale in un territorio ricco di risorse idriche e costituirà un aroma di largo utilizzo nella cucina regionale, in particolare nel Vulture-Melfese e nella Val d'Agri. Il territorio vide l'introduzione del baccalà grazie a Federico II che, data la sua lunga conservazione, era la varietà più diffusa nelle aree interne. Sotto la dominazione angioina, i vini di Basilicata, giudicati, tra quelli del regno, di qualità "migliore", erano destinati alla mensa del re, differenziandosi da quelli di qualità "normale" che venivano serviti ai convitati; e gli allevamenti del giustizierato fornivano soprattutto suini, ma anche ovini, bovini e pesci per la cucina regia.
A seguito della conquista ottomana dei Balcani, la comunità di esuli albanesi (arbëreshë) esercitò una grande influenza sulla gastronomia regionale; diverse ricette vennero importate o contaminate con ingredienti locali. Il più antico manoscritto a disposizione sulla cucina basilicatese risale al 1524, opera del lagonegrese Antonio Camuria, cuoco al servizio della famiglia Carafa. Con l'arrivo del peperone dalle Americhe nel XVII secolo ad opera degli Spagnoli, gli agricoltori selezionarono una varietà dolce e a basso contenuto di acqua. Da questa varietà deriva un peperone secco e croccante, localmente, detto crusco, elemento cardine della cucina regionale, tanto da essere etichettato come "l'oro rosso della Basilicata". Tramite gli Spagnoli arrivò anche il fagiolo, che fu un alimento base delle fasce contadine. Un articolo del 2 settembre 1860 dell'Eco di Basilicata Calabria Campania narra che Garibaldi, giunto in Basilicata nel corso della spedizione dei mille, fosse rimasto colpito dai fagioli di Rotonda, in cui sostò per breve tempo, al punto che decise di portarsene una piccola quantità da coltivare a Caprera, dove passò l'ultima fase della sua vita.
Secondo le varie inchieste redatte tra il XIX e XX secolo, da quella Murattiana a quelle postunitarie di Stefano Jacini e Francesco Saverio Nitti, l'alimentazione lucana era quasi esclusivamente vegetale e il consumo di carne (in prevalenza ovina) avveniva solo nei periodi di festa. Solamente nobili e latifondisti potevano permettersi un maggior consumo di carne, pesce e formaggi, alimenti costosi per i braccianti. I pasti frugali del popolo erano, ordinariamente, composti da pane, peperoni secchi, patate, fagioli e frutta secca. Il pane prevedeva una minima quantità di grano mischiata ad altri cereali e legumi come orzo, mais, ceci, fagioli. La pasta era un bene piuttosto raro, consumata una volta a settimana e riservata ai giorni di festa e determinate ricorrenze.
La "cucina povera" basilicatese, solo a partire dalla riforma agraria del 1950, vide un ulteriore arricchimento grazie all'innalzamento del tenore di vita, estendendo prodotti riservati ai ceti abbienti anche alle masse contadine.

## Caratteristiche
La regione è caratterizzata da tanti piccoli paesi, borghi e centri rurali spesso separati da barriere geografiche, determinando la necessità di cucinare e mangiare quello che si produceva sul posto, secondo le tecniche messe a punto in loco. Le ricette più comuni, passando da una zona all'altra, da un paese all'altro assumono connotazioni differenti, e vengono realizzate con materie prime differenti. 
Vasto è il consumo di legumi e cereali, soprattutto fagioli, ceci, cicerchie, fave, orzo e farro. Le carni più usate sono suine e ovine mentre il pesce, poco diffuso nell'entroterra (con l'unica eccezione del baccalà), ha un consumo frequente solo nelle limitate zone costiere. La frutta ha sempre rappresentato una componente essenziale, in particolar modo i fichi che, in passato, venivano consumati sia nei giorni di festa che nei periodi lavorativi più intensi. L'uva, accanto alla produzione dei vini, ha un impiego culinario nella preparazione di primi piatti e dessert. Frutta secca come castagne, noci, mandorle trovano molteplici utilizzi in primi, secondi e dolci.
Un condimento frequentemente rintracciabile nei piatti lucani è la mollica di pane che, un tempo, era considerata il "formaggio dei poveri", costituendo un'alternativa ai più costosi prodotti caseari. Il peperone crusco costituisce un elemento versatile della cucina locale, generalmente viene preparato fritto (o meglio dire "scottato") in olio e, in minor misura, passato brevemente in forno, ottenendo così un peperone dalla consistenza croccante. Per il suo sapore delicato ed equilibrato, viene consumato sia come spuntino sia per arricchire primi, secondi, antipasti, dolci e liquori. Altri aromi complementari molto diffusi sono peperoncino e rafano, che spiccano in primi piatti, carni, ortaggi, verdure e pesce.

## Primi piatti

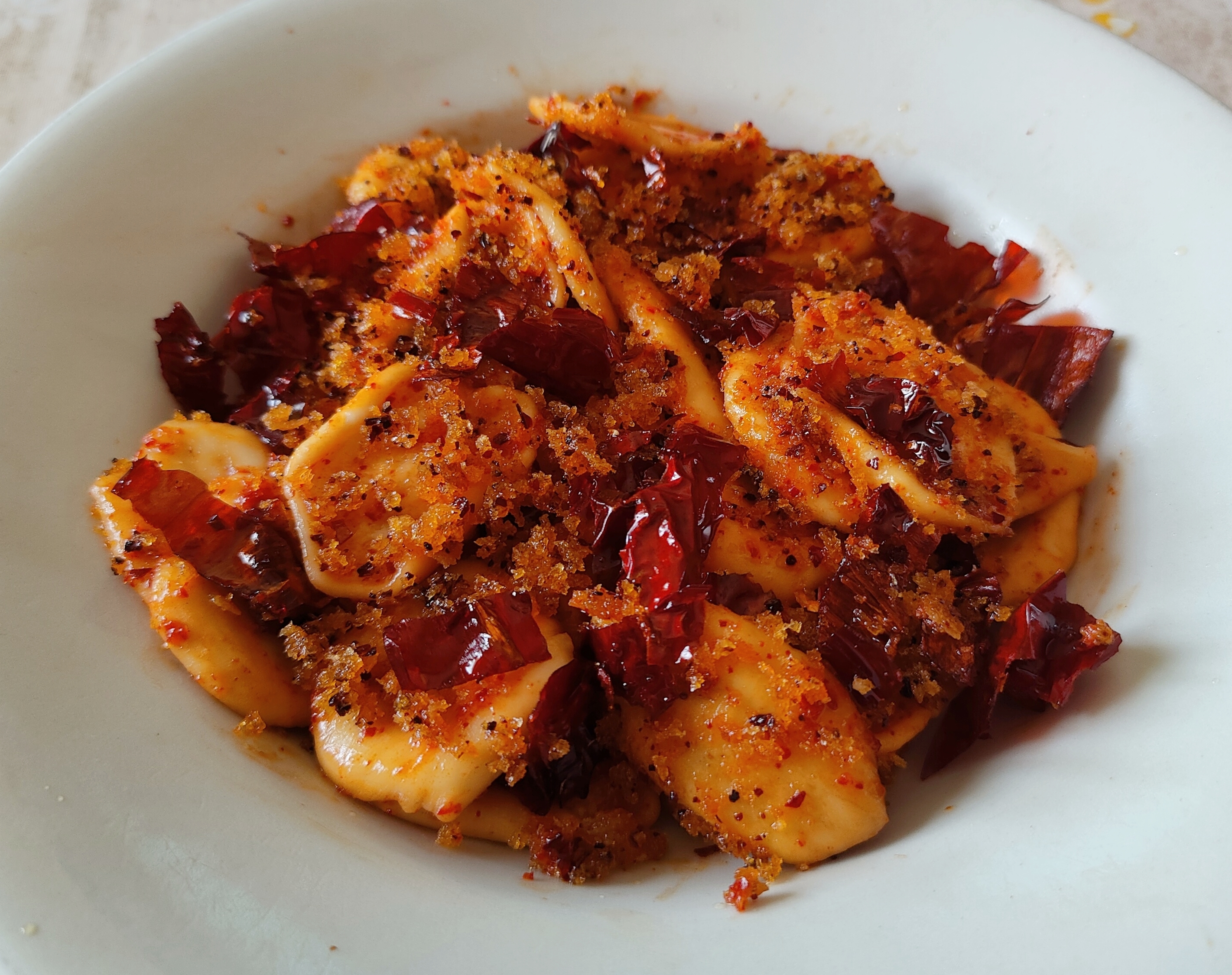
Pasta con i peperoni cruschi

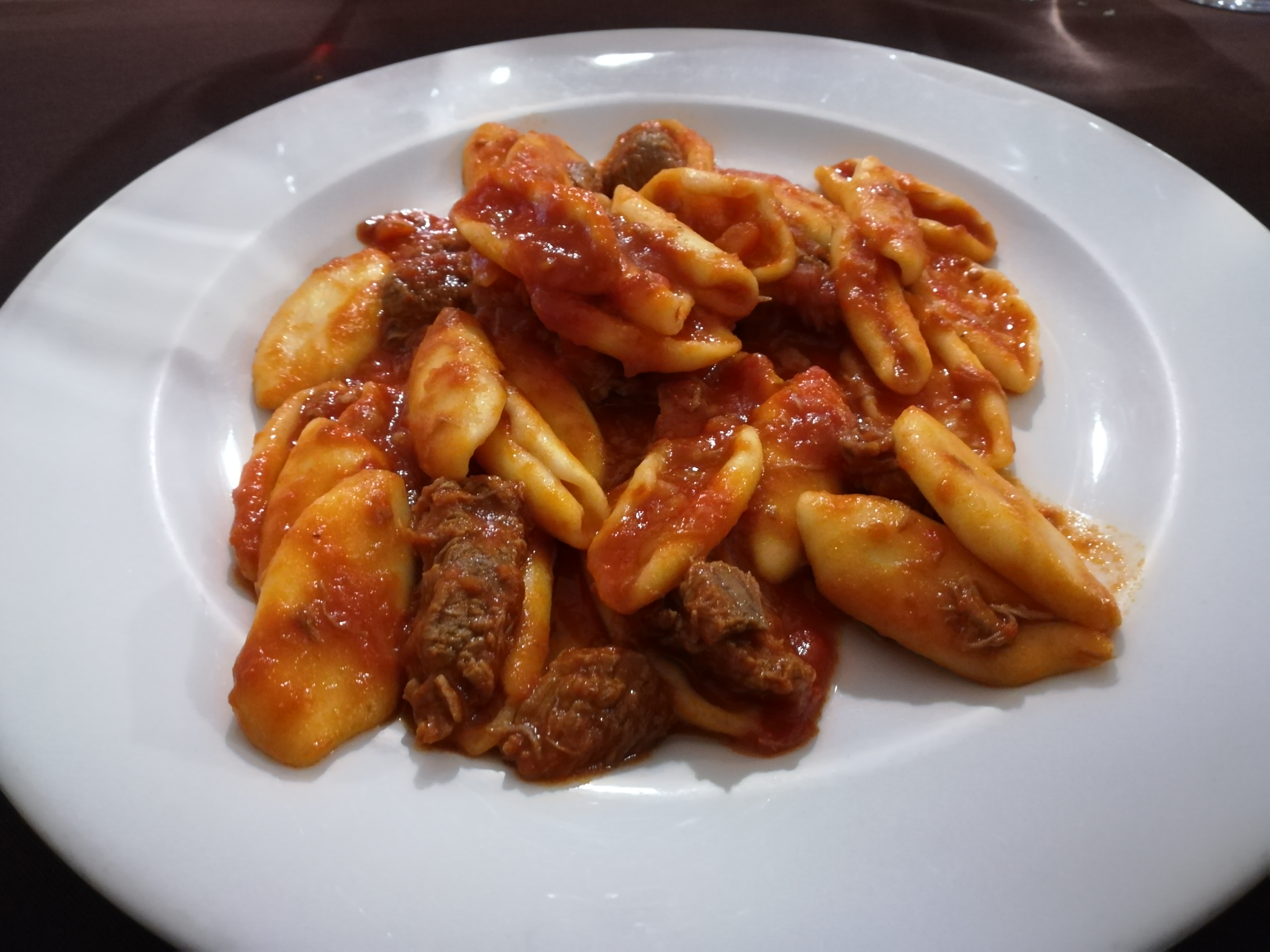
Pasta con ragù alla potentina ('ndruppeche)

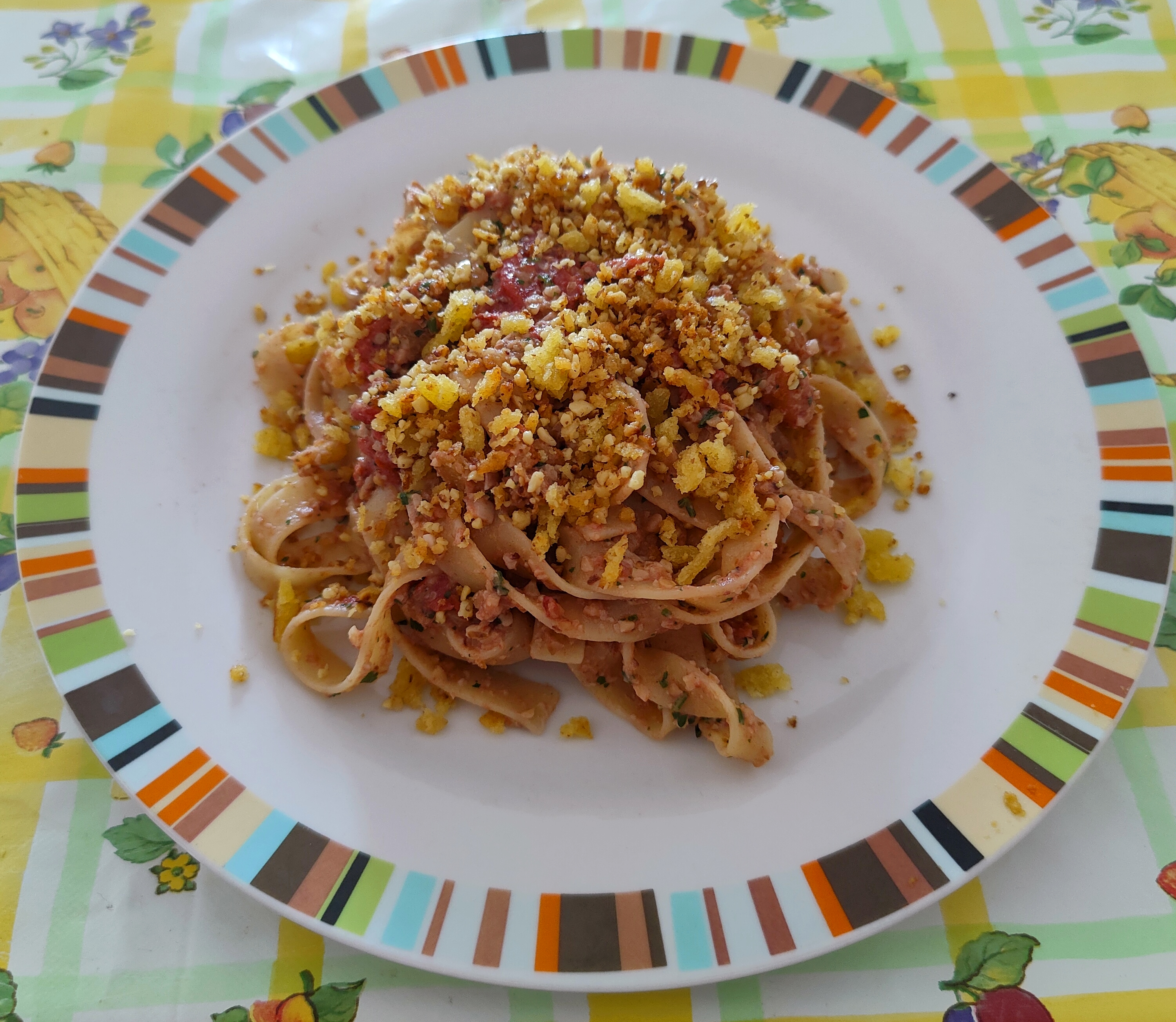
Tumact me tulez

La Basilicata è considerata la regione con il più alto consumo di pasta. Le cifre arrivano a toccare 42 kg pro capite l'anno, rispetto alla media nazionale di 24 kg. I formati di pasta tipici della regione sono gli strascinati, i cavatelli (noti anche come rascatielli), i ferretti (detti anche ferricelli, fusilli o frizzuli), le orecchiette, la maccaronara, le lagane (da non confondere con le lagane meglio note come lasagne), un antico formato di pasta simile alle tagliatelle ma leggermente più corte e spesse, le manate, una pasta lunga piuttosto spessa e dalle forme irregolari, e i bilbanti, piccoli straccetti di pasta fresca perlopiù impiegati nella realizzazione di zuppe. La pasta, soprattutto nella zona del Pollino, viene spesso lavorata con il mischiglio, un misto di farine di legumi e cereali risalente al XVI secolo, usato per la preparazione di piatti serviti sulle tavole di conti, baroni, marchesi e latifondisti lucani.
Tra i primi piatti sono da menzionare:
- Calzoni di Pezzente e fagioli: pasta ripiena di salame pezzente e prosciutto cotto, condita con fagioli, pecorino e prezzemolo.[16]
- Cavatelli o strascinati con cime di zucca: pasta servita con cime di zucca, peperone crusco e pomodori.[17]
- Cavatelli con cime di rapa o senàpe selvatiche: pasta condita con verdure e aglio. Una variante prevede l'aggiunta di pomodoro e pecorino.[17]
- Cauzunciedd: ravioli ripieni di ricotta, uova e menta, conditi con salsa di pomodoro.[18]
- Ferretti con pezzente e rafano - pasta condita con un sugo di salame pezzente e rafano, con l'aggiunta di cacioricotta o pecorino grattugiato.[19]
- Ferricelli con noci e mollica - a cui si può aggiungere pecorino, peperoncino o rafano grattugiato.[20]
- Lagane e ceci: pasta con ceci, aglio o porro e alloro. Sono anche dette piatto del brigante poiché si narra che fossero molto apprezzate dai briganti lucani dell'Ottocento i quali venivano, perciò, chiamati "scolalagane".[17]
- Orecchiette alla materana: pasta al forno con pomodoro, tritato di agnello, mozzarella e pecorino.[21]
- Pasta con fagiolini e cacioricotta: ricetta tipica di Bernalda,  con fagiolino dolico dall'occhio e passata di pomodoro.[22]
- Pasta con peperoni cruschi: primo piatto con peperoni cruschi e mollica fritta. Tipi di pasta usati sono strascinati,[23] frizzuli[24] e cavatelli.[25]
- Pasta con ragù alla potentina: generalmente strozzapreti o strascinati conditi con l''ndruppeche, ragù preparato con carne suina e bovina e condito con rafano grattugiato.[26]
- Pasta mollicata: nota in dialetto come pasta ammuddicata o pasta ca muddica, è presente in diverse tradizioni culinarie del Sud Italia. In Basilicata viene preparata con mollica e con l'aggiunta di altri condimenti come pomodoro a pezzi o sugo di carne, peperone crusco in polvere o acciughe sotto sale.[27]
- Strascinati con la menta: piatto di pasta tipico di Tito con menta tritata, lardo, peperone crusco e rafano.[28]
- Timballo di riso al forno: condito con provola, salsiccia, fegatini di pollo, mollica, pecorino e sugo di pomodoro.[29]
- Tumact me tulez: piatto della tradizione arbëreshë lucana tipico di Barile; tagliatelle con pomodoro e alici, conditi con mollica e granella di noci.[30]

## Secondi piatti

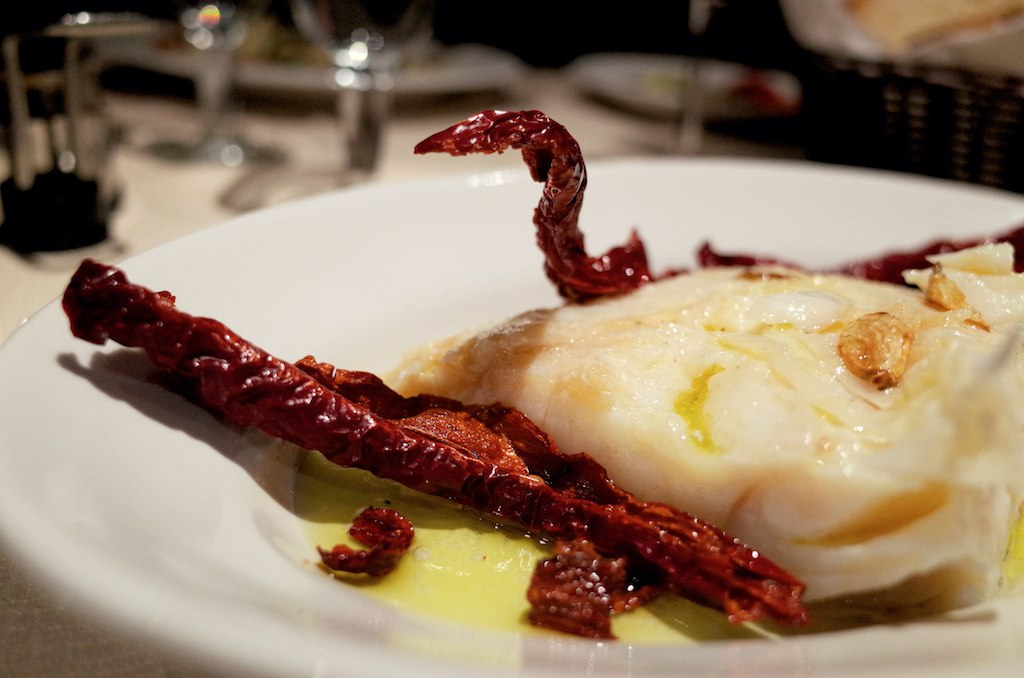
Baccalà alla lucana

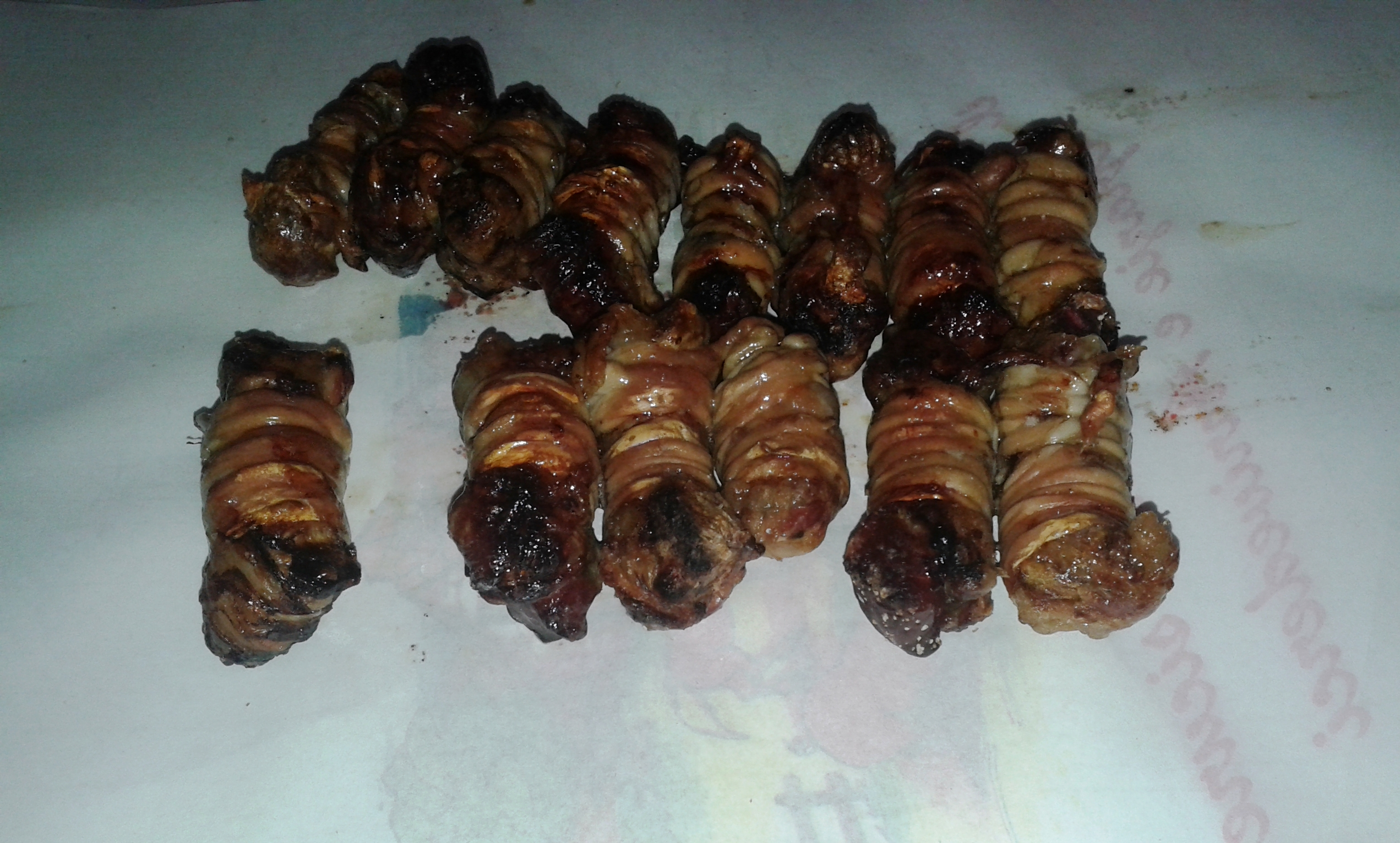
Gnummareddi

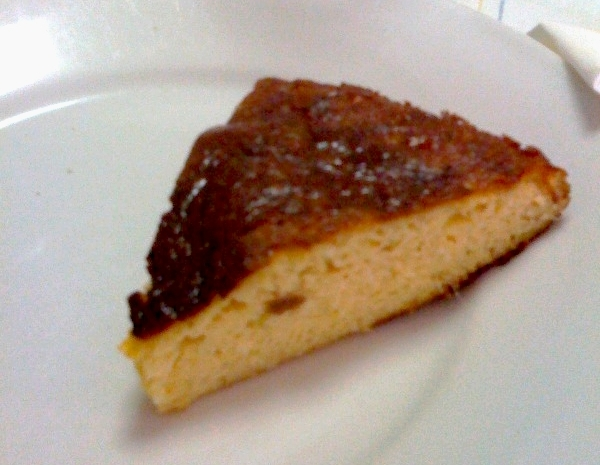
Rafanata

Ingredienti che spiccano nei secondi piatti lucani sono carne suina e ovina, con qualche eccezione a base di pollo e pesce. Tra questi sono da ricordare:
- Agnello alla contadina: agnello tagliato a pezzi con patate cotto al forno.[31]
- Anguilla di pantano: anguilla servita con pomodori e peperoncino, aromatizzata con alloro e menta.[32]
- Baccalà alla potentina: detto anche baccalà a ciauredda. Piatto a base di pesce con diverse varianti. Generalmente condito con passata di pomodoro, cipolla, olive nere e uvetta.[33]
- Baccalà alla lucana o Baccalà all'aviglianese: condito con peperoni cruschi.[17]
- Brodetto: 'Vredett in dialetto. Carne d'agnello con finocchietto selvatico, uova, pecorino e pomodoro (facoltativo).[17]
- Cappucci e cicorie: secondo che unisce verdure con cotenna e piedino di maiale.[34]
- Cutturidd: noto anche come Pastorale o Pignata. Carne di pecora in umido con diversi ingredienti e varianti come pomodori, patate, lampascioni e cardoncelli.[35]
- Frascatula: polenta di mais con patata e strutto preparata in diverse versioni, generalmente con sugo di carne di maiale o vino cotto.[36]
- Gnummeriedde: diffusi in tutta l'Italia centro-meridionale. Anche noti con altri nomi come Gnommariell o Migliatiedde, sono interiora di agnello o capretto attorcigliate e condite con diversi aromi a seconda delle zone.[37]
- Grattonato o Trippa risottata: tipico dell'area del Pollino, fatto con frattaglie di ovino (bovino nella variante più recente), uova, pecorino e peperone in polvere.[38]
- Maiale con cipolle: carne di maiale con cipolle e vino bianco secco.[39]
- Pollo alla potentina: preparato con pomodoro, cipolla, patate, strutto e peperoncino fresco.[40]
- Pollo ripieno al ragù: frattaglie di pollo farcite con mollica e salsiccia, condite con pecorino e passata di pomodoro.[17]
- Rafanata: frittata alta al forno aromatizzata con rafano e pecorino, possono essere aggiunti patate lesse e/o insaccati.[41]
- Sarde con origano e pane: sarde condite con mollica di pane grattugiata, pecorino, origano, prezzemolo e aglio.[42]
- Spigola alla malvasia lucana: piatto di pesce con malvasia, condito con acini di uva, buccia di arancia e limone, timo, rosmarino e aglio.[43]
- Zucca lunga sposata: in dialetto Cocuzza logna maritata. Zucca condita con un sughetto di pomodori, cipolle e sedano.[44]

## Piatti unici

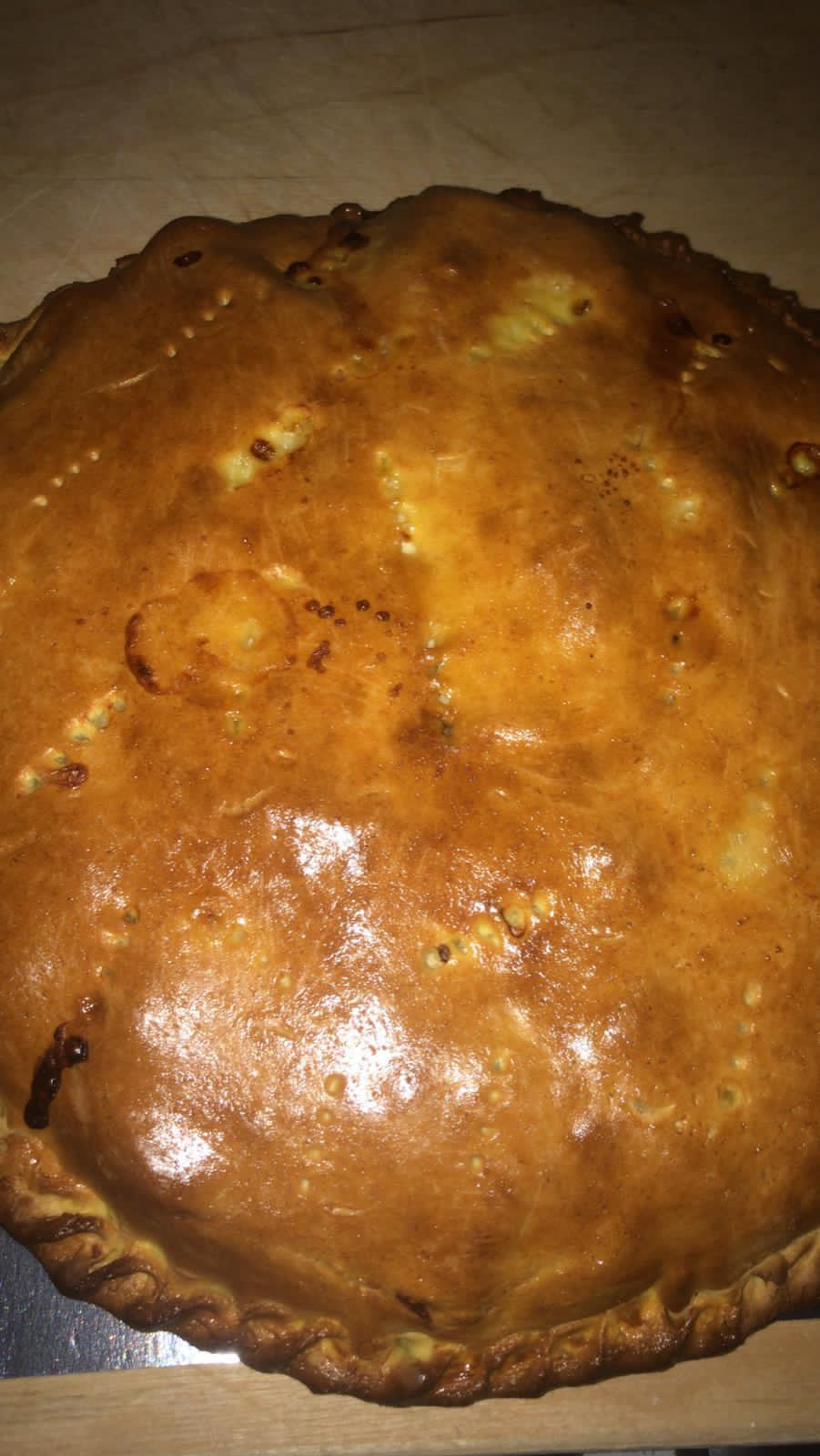
Pizza rustica lucana

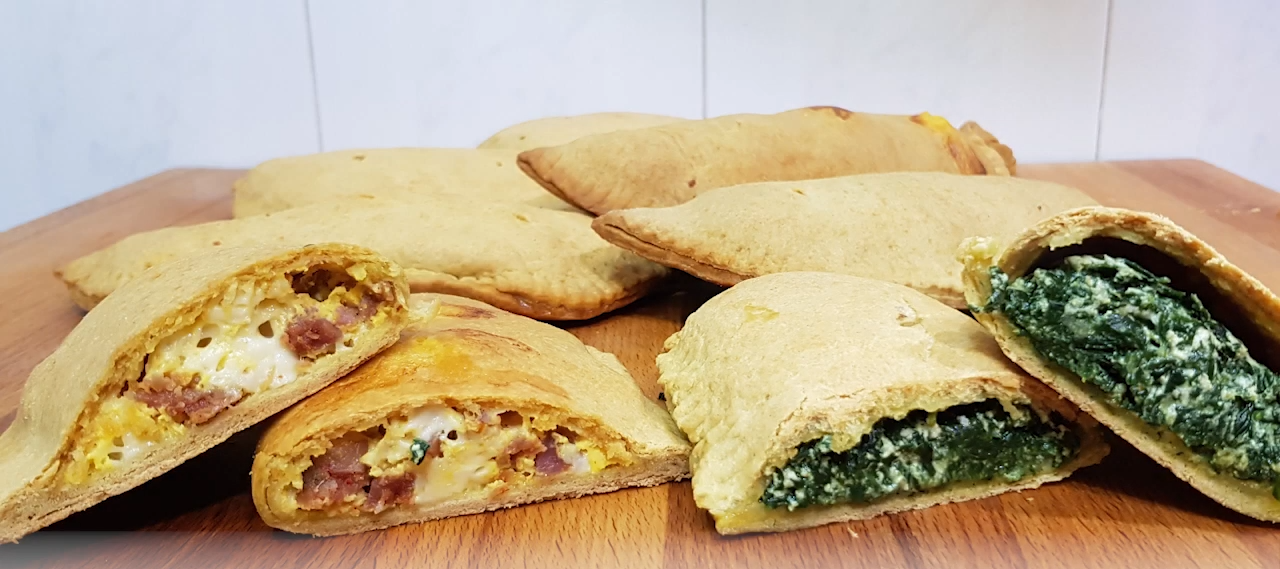
Falagoni

- Acquasale: piatto unico con diverse varianti, tutte con pane raffermo come ingrediente base. Può essere arricchito con uovo, pomodoro, cipolla, peperoni cruschi.[17]
- Cialledda: simile all'acquasale e diffusa nel materano. Viene preparata con pane, cipolla e pomodoro.[17]
- Crapiata: zuppa tipica materana con vari ingredienti come piselli, fave, ceci, grano, farro, lenticchie, fagioli, cicerchie, patate novelle, pomodorini, sedano, cipolla e carota.[45]
- Cuccìa: diffusa nell'area delle Dolomiti lucane, zuppa contadina con grano, ceci, fave, cicerchie.[46]
- Falagone: in dialetto Falaòn. Un tipo di calzone non lievitato preparato con una farcia salata o dolce. Solitamente il ripieno è a base di verdure come bierole, patate,  peperoni e cipolla, ma vi sono altre versioni che presentano ricotta, purè di patate con pezzetti di salsiccia.[47]
- Lakrùar: torta rustica di origine arbëreshë, tipica di Maschito. Dal sapore agrodolce, viene preparata con un impasto ripieno di formaggio, carni miste e cannella.[48]
- Munnulata: zuppa tipica di Castelsaraceno, preparata con castagne, fagioli, patate e polvere di peperone crusco.[49]
- Pane cotto (o pan cotto): preparato con pane, patate, guanciale o pancetta. Un'altra versione diffusa nel Vulture-Melfese è costituita da pane, broccoli o cime di rapa e peperoni cruschi.[17]
- Pizza rustica lucana: nota con diversi nomi quali pizza chiena, scarcedda, pasticcio, cazzola o cuzzola, torta salata del periodo pasquale con un ripieno di uova, ricotta (o toma), pecorino e soppressata (o salsiccia).[50]
- U' pastizz rtunnar: noto semplicemente come pastizz, calzone tipico di Rotondella, farcito con carne suina, uovo e formaggio grattugiato.[51]

## Contorni

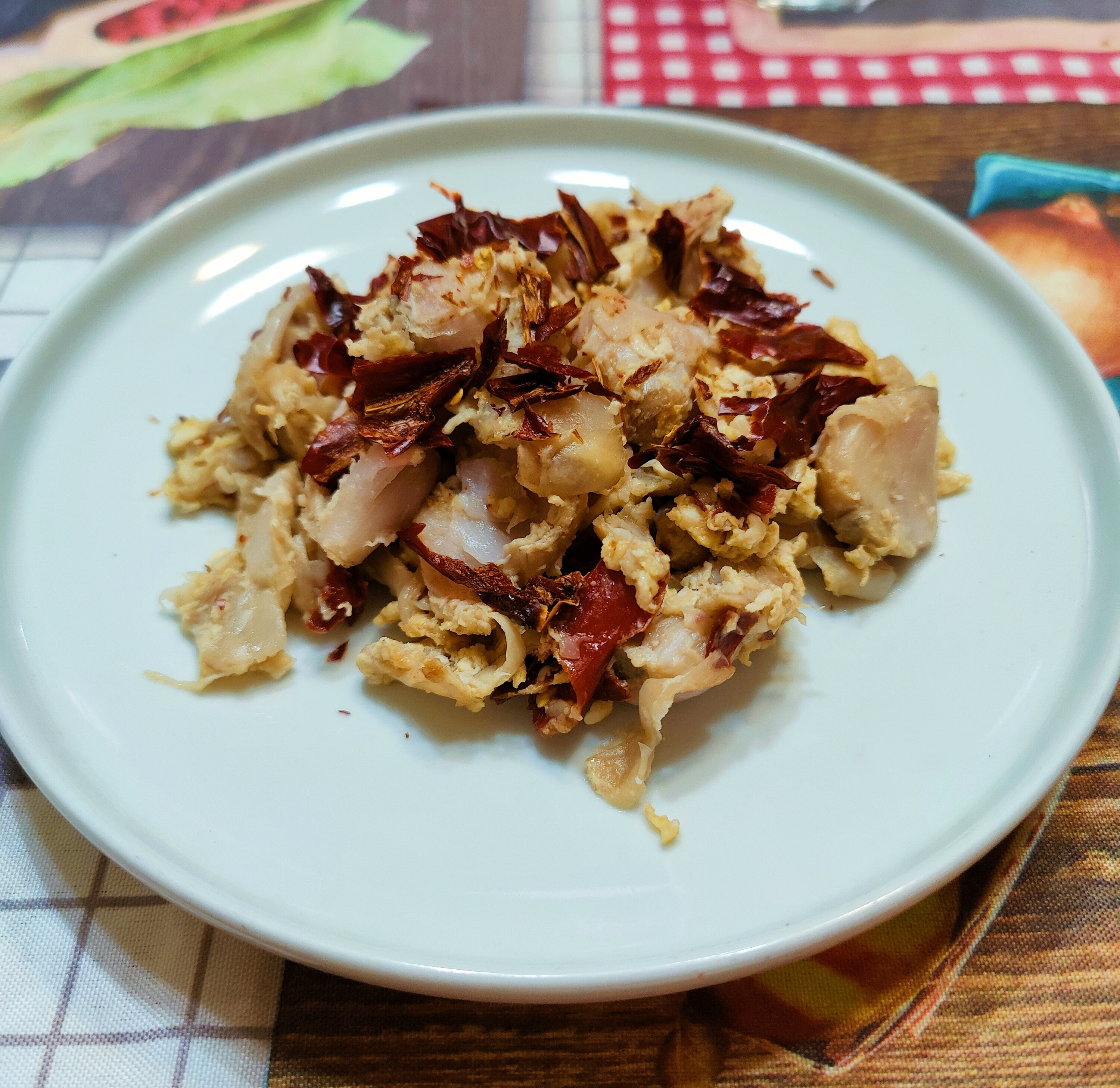
Insalata di lampascioni, uova e peperoni cruschi

- Ciambotta lucana: contorno di verdure con melanzane, peperoni, cipolle, patate e pomodori.[52]
- Ciaudedda: contorno a base di patate, carciofi, cipolle e pancetta.[53]
- Insalata di lampascioni: esistono molte varianti in tutta la regione. Ingredienti aggiuntivi prevedono uova strapazzate, peperone crusco o peperoncino, mollica, salsiccia o pomodoro.[54]
- Patate arraganate (o raganate): patate cotte al forno con pomodori, cipolle e mollica di pane.[55]
- Patate piene: note anche come patat' chiene o patat' abbrazzat, ricetta tipica di Laurenzana, perciò dette "patate alla laurenzanese" (patat' alla runzanese).[56] Patate al forno tagliate a fette e farcite con salsiccia stagionata, formaggio e uova. È possibile aggiungere anche mollica e rafano.
- Patatelle: piatto tipico di Viggiano e Brienza; polpette fritte di patate al formaggio condite con brodo di pollo o sugo di pomodoro.[57]
- Zafaran chin: peperoni al forno con un ripieno di mollica, acciughe e aglio.[58]

## Pane

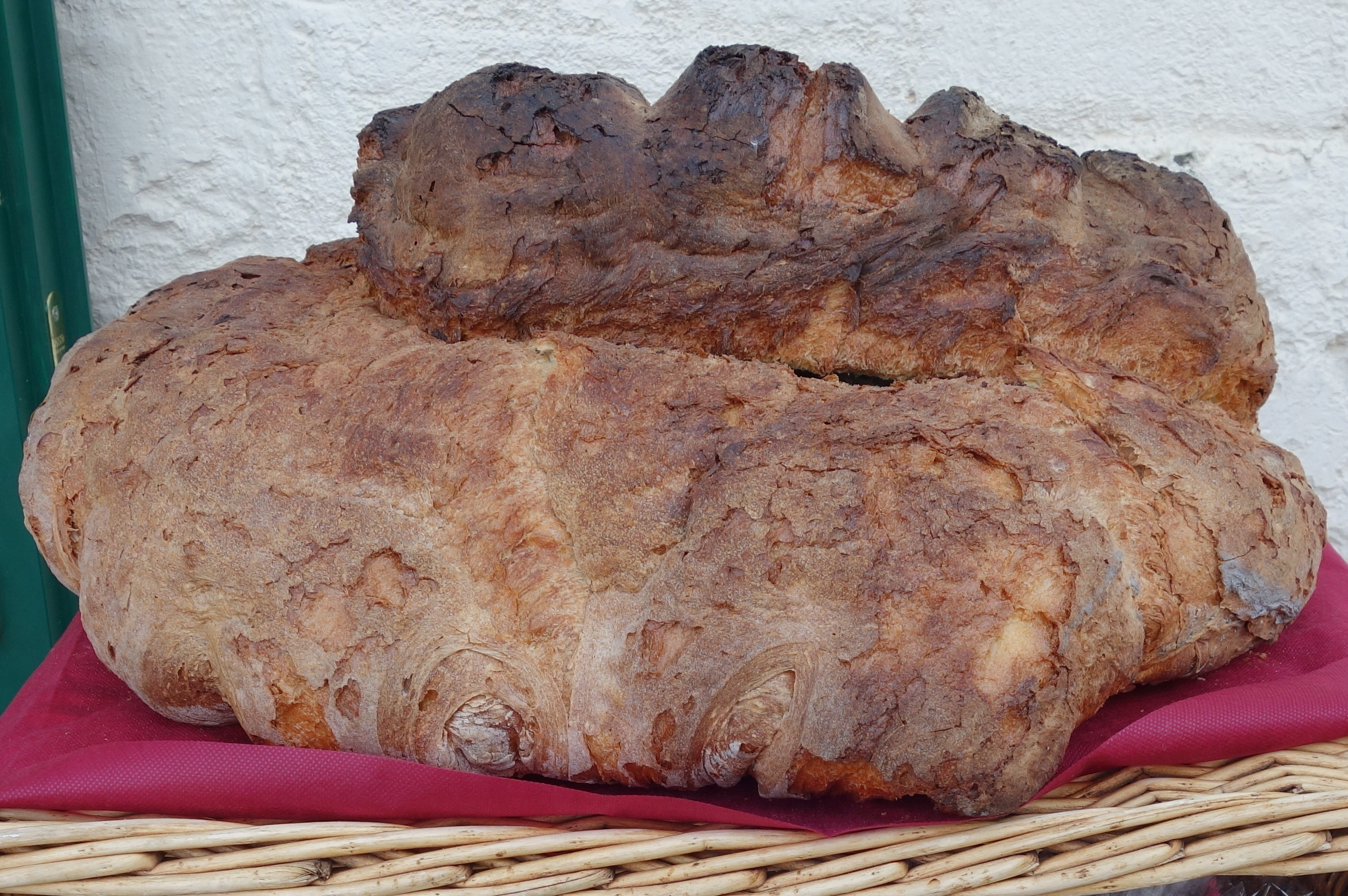
Pane di Matera

Tra i più noti prodotti da panificazione offerti dalla regione vi sono il pane di Matera, certificato I.G.P., il pane di Trecchina e il pane di patata di San Severino Lucano, entrambi riconosciuti come prodotti agroalimentari tradizionali.
Tra le focacce la strazzata, una varietà con pepe; la carchiola, focaccia azzima di mais cotta in camino, entrambe tipiche di Avigliano; la focaccia con polvere di peperone crusco e la focaccia al miele. Altri prodotti della panificazione sono pettole, friselle e taralli, nonché quelli di origine arbëreshë come il cugliaccio (kulac), un dolce legato a matrimoni e festività pasquali; e la petulla Shën Paljit, una crespella sottile dal gusto salato farcita con formaggi e salumi.
Come altre regioni italiane, anche la Basilicata ha una propria versione del "pane di Pasqua", che ha diverse varianti e nomi differenti come picciddat e piccilatiedd. Altri prodotti del periodo pasquale sono la ficazzola (f'cazzol), il panierino (u' panaridd) la bambolina (a' pipua), tipici di Oliveto Lucano.

## Oli

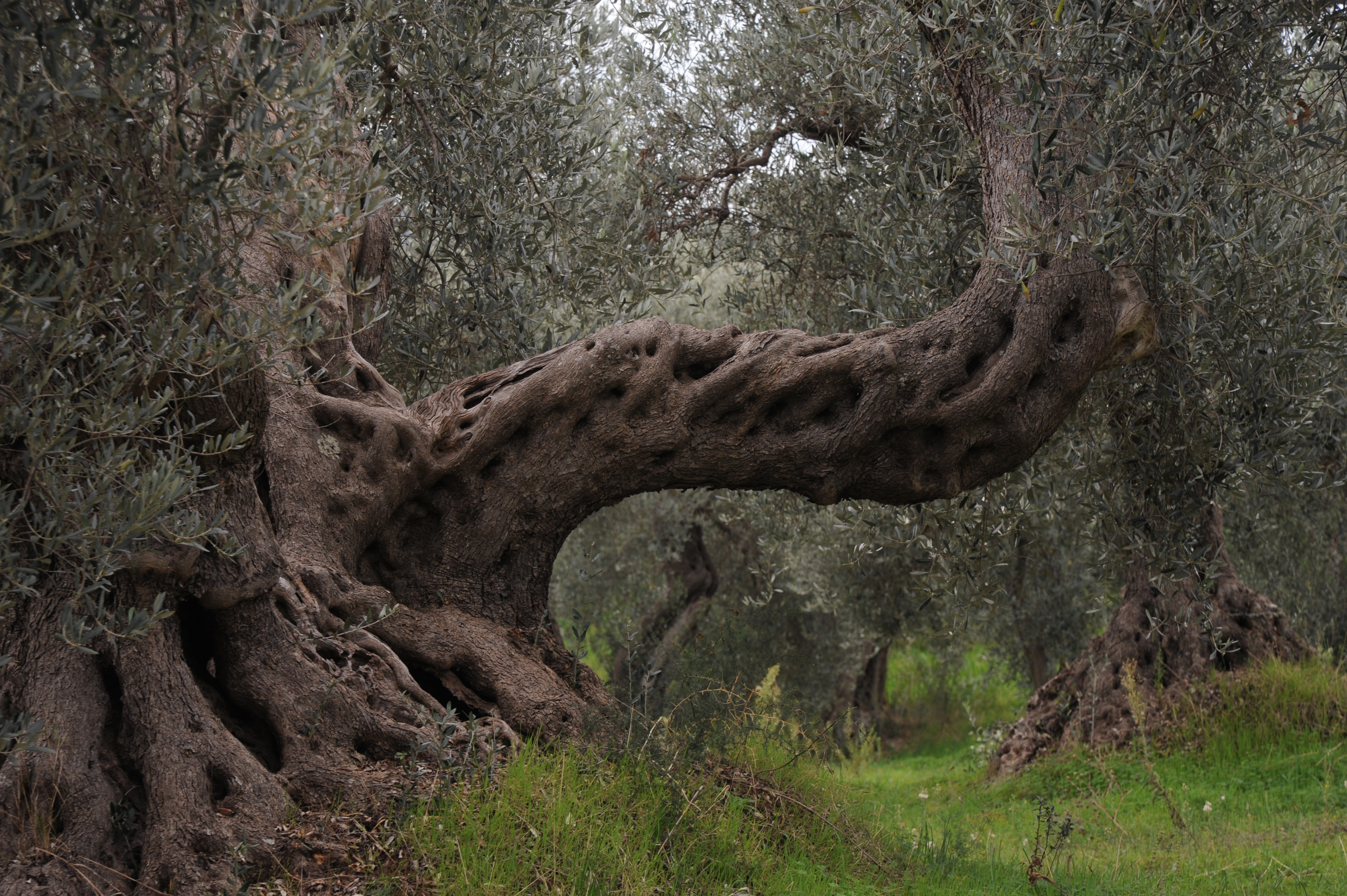
Olivo di Ferrandina

Nella cucina lucana elemento importante ed essenziale è l'olio, presente nella quasi totalità dei piatti regionali. Infatti, in Basilicata, l'olivo copre oltre l'85% delle superfici coltivabili. Le aree con produzione maggiore sono Vulture-Melfese, bassa Val d'Agri e bassa Collina materana.
La qualità di olive maggiormente diffusa, in questa regione, è la Ogliarola del Vulture (detta anche Ogliarola di Melfi o Rapollese) e la Majatica di Ferrandina. L'olio prodotto è principalmente extra-vergine d'oliva, ma viene prodotto anche il vergine d'oliva. Il colore predominante dell'olio è giallo oro con riflessi verdi.
- Olio di oliva Vulture
- Olio di oliva "Majatica" di Ferrandina

## Salumi
Le carni suine tipiche sono: 
- salsiccia
- salame pezzente
- soppressata
- capocollo
- pancetta

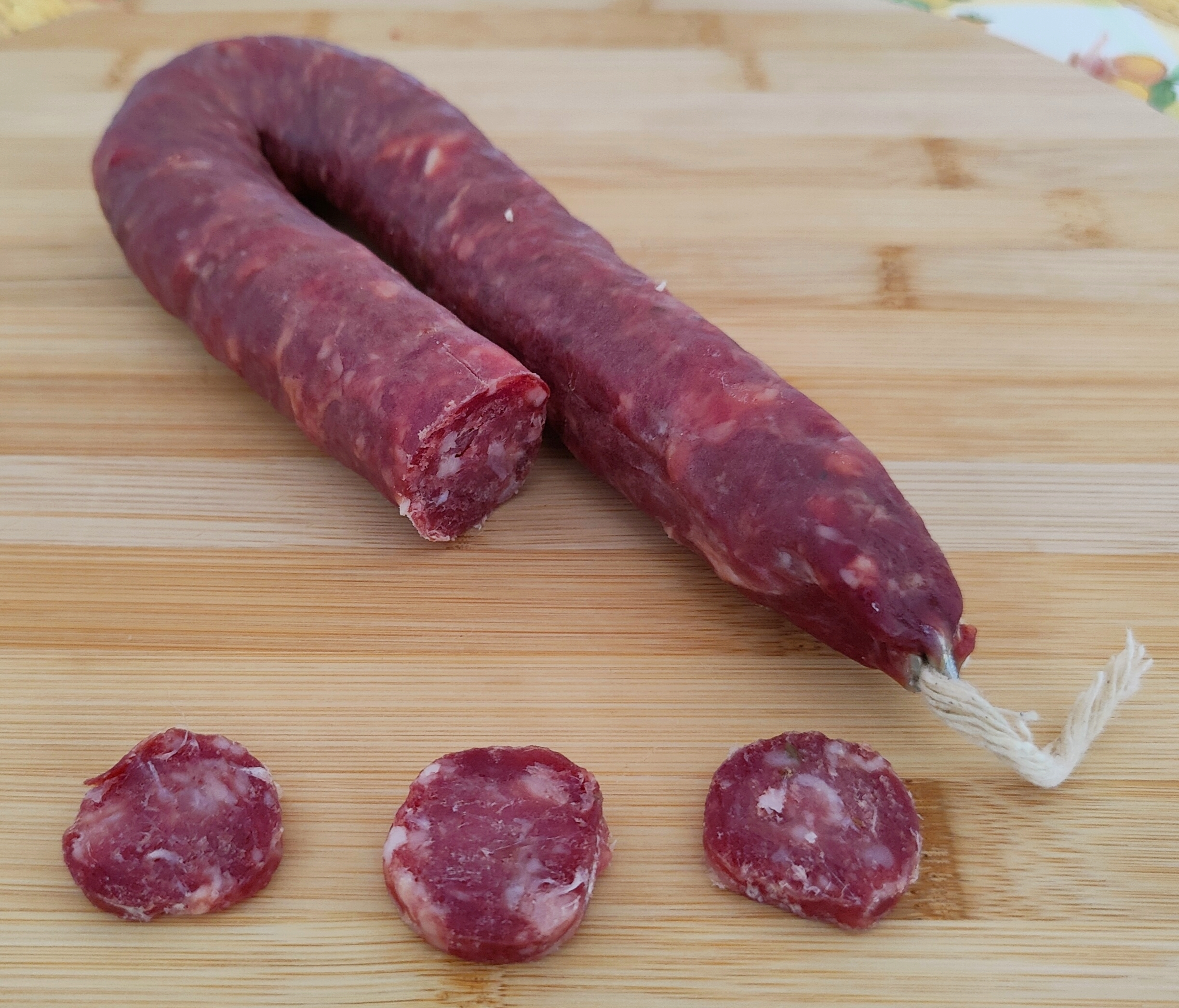
Lucanica di Picerno

Picerno è il polo indiscusso in questo settore, che produce circa il 50% di salumi lucani.
Tipici salumi regionali sono la lucanica di Picerno, la salsiccia a catena di Cancellara e la nuglia di Laurenzana. A Tricarico sono tipici i prodotti derivati dal suino nero. Il maiale è altresì usato per produrre il lardo e il sanguinaccio dolce. Anche il cinghiale viene impiegato per la produzione di insaccati e del borzillo (U' burzill), salume spalmabile con pasta di peperone dolce, tipico di Pietragalla.

## Formaggi

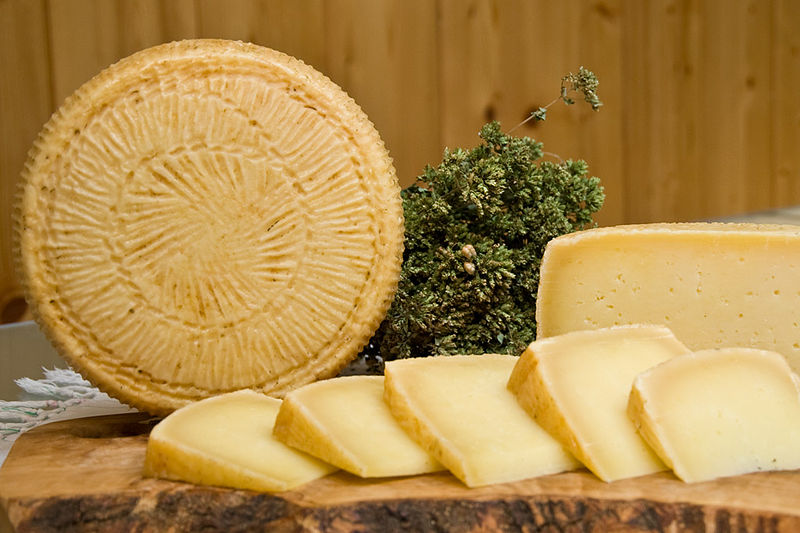
Pecorino di Filiano

I formaggi della tradizione basilicatese sono: 
- ricotta
- cacioricotta
- caprino
- manteca
- pecorino
- caciocavallo
- scamorza

Tra le tipologie più note vi sono pecorino di Filiano, canestrato di Moliterno, padraccio, toma e treccia dura (o treccione), quest'ultima definita "formaggio della Basilicata" poiché appartenente alla tradizione casearia lucana, come rileva "La statistica del Regno di Napoli" del 1811.

## Frutta, verdura, legumi

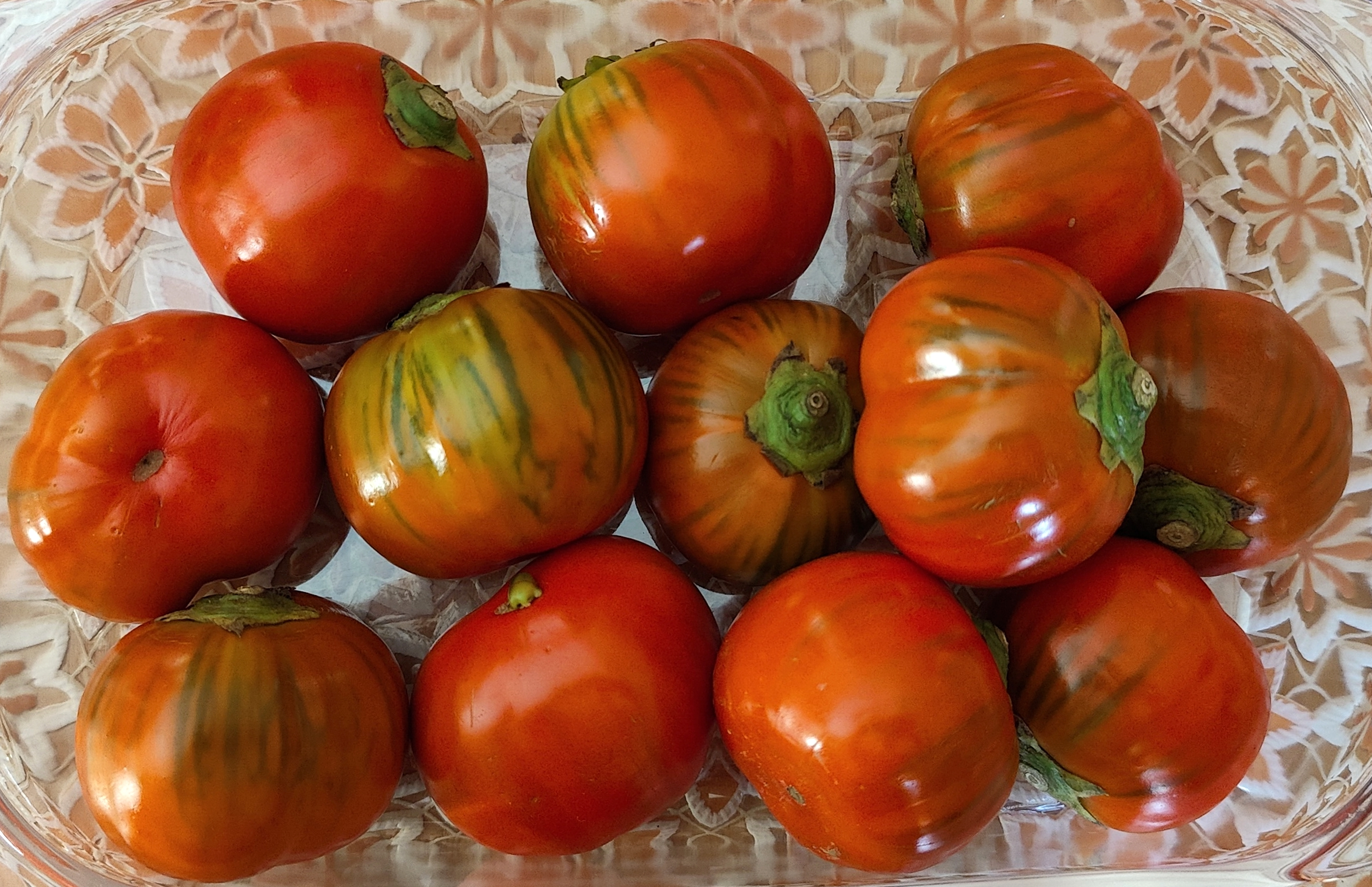
Melanzana rossa di Rotonda

Frutti tipici della regione sono Pera Signora della Valle del Sinni, Fico Rosa di Pisticci, la fragola Candonga e l'arancia Staccia del Metapontino. Tipi di frutta secca diffusi sono mandorle, pistacchi (sono noti quelli di Stigliano) e castagne, in particolare quelle del Vulture come il marroncino di Melfi che costituiscono un ingrediente centrale di primi, secondi, dolci, liquori e ricercate dalle industrie di trasformazione per la preparazione dei marron glacé.
Tra i prodotti ortofrutticoli sono da menzionare il Peperone di Senise, la Melanzana Rossa di Rotonda e il Pomodoro Ciettaicale di Tolve. Largo uso trovano i legumi tra cui fagioli (in particolare quello di Sarconi, ma anche quelli di Rotonda, Muro Lucano e Rivello), i ceci di Latronico, e le lenticchie di Potenza. Il fagiolo di Sarconi è l'ingrediente principale di una crema dolce nota come fasoldò.

## Dolci

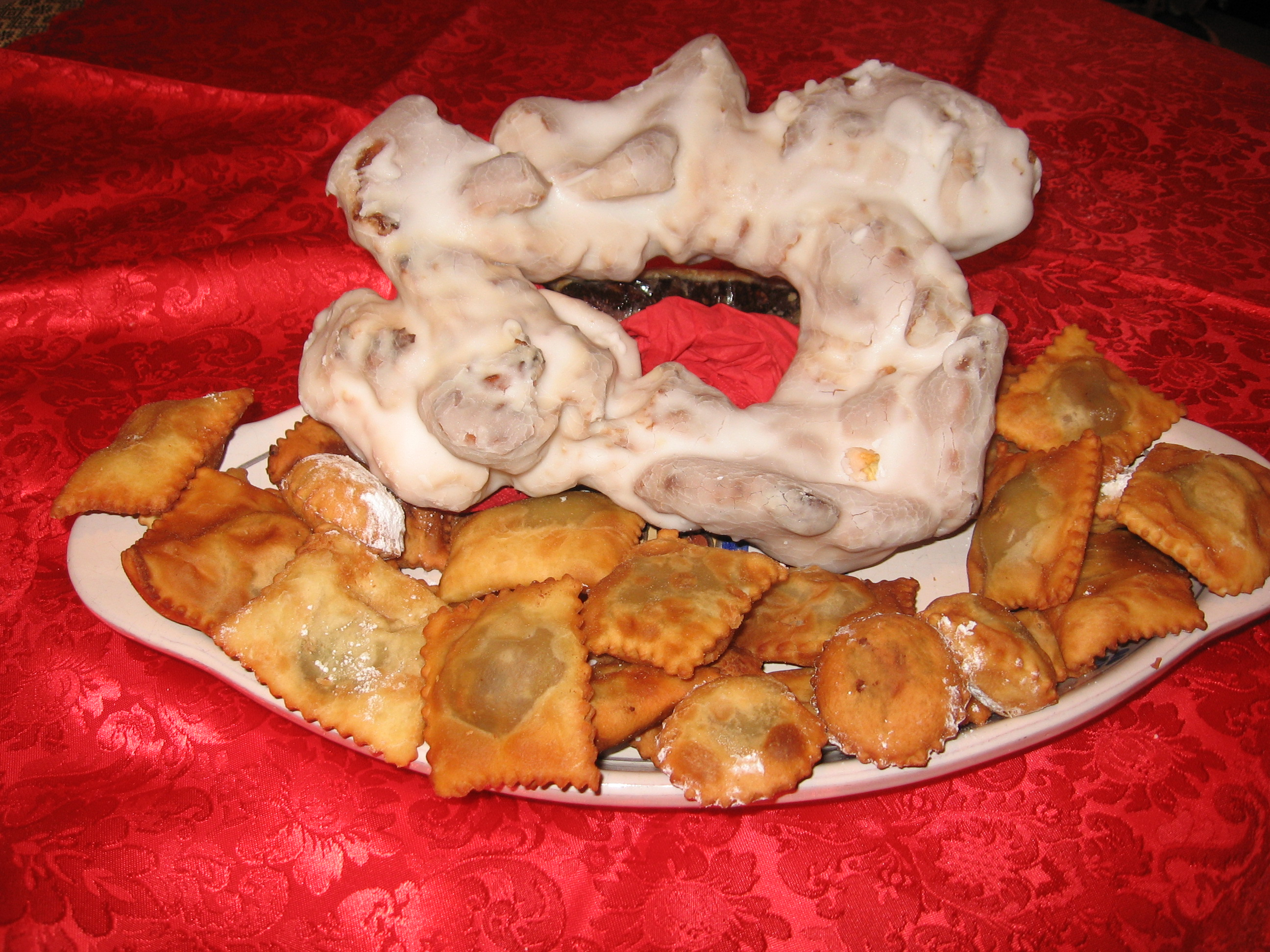
Tarallo glassato e calzoncelli

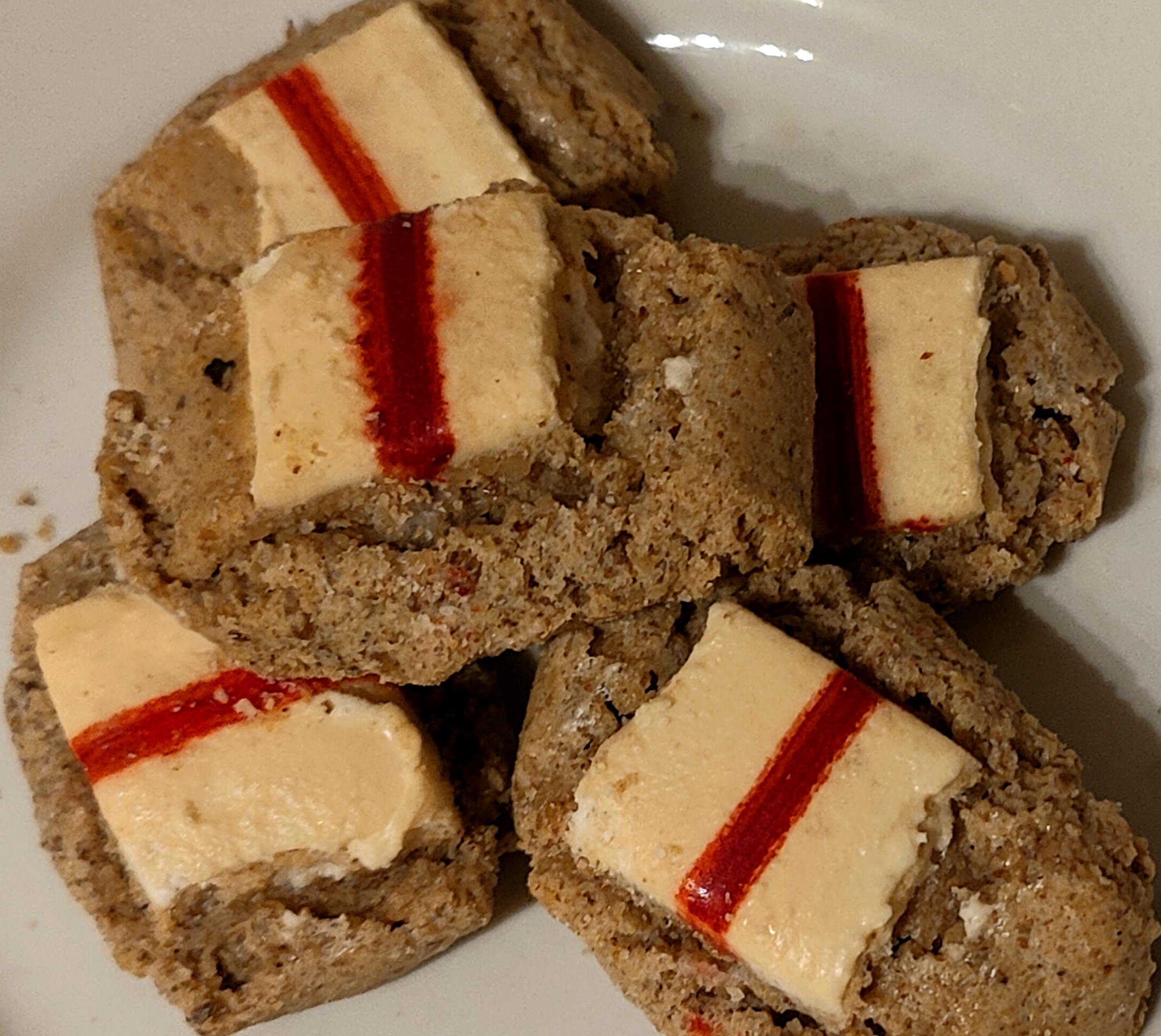
Nocetti

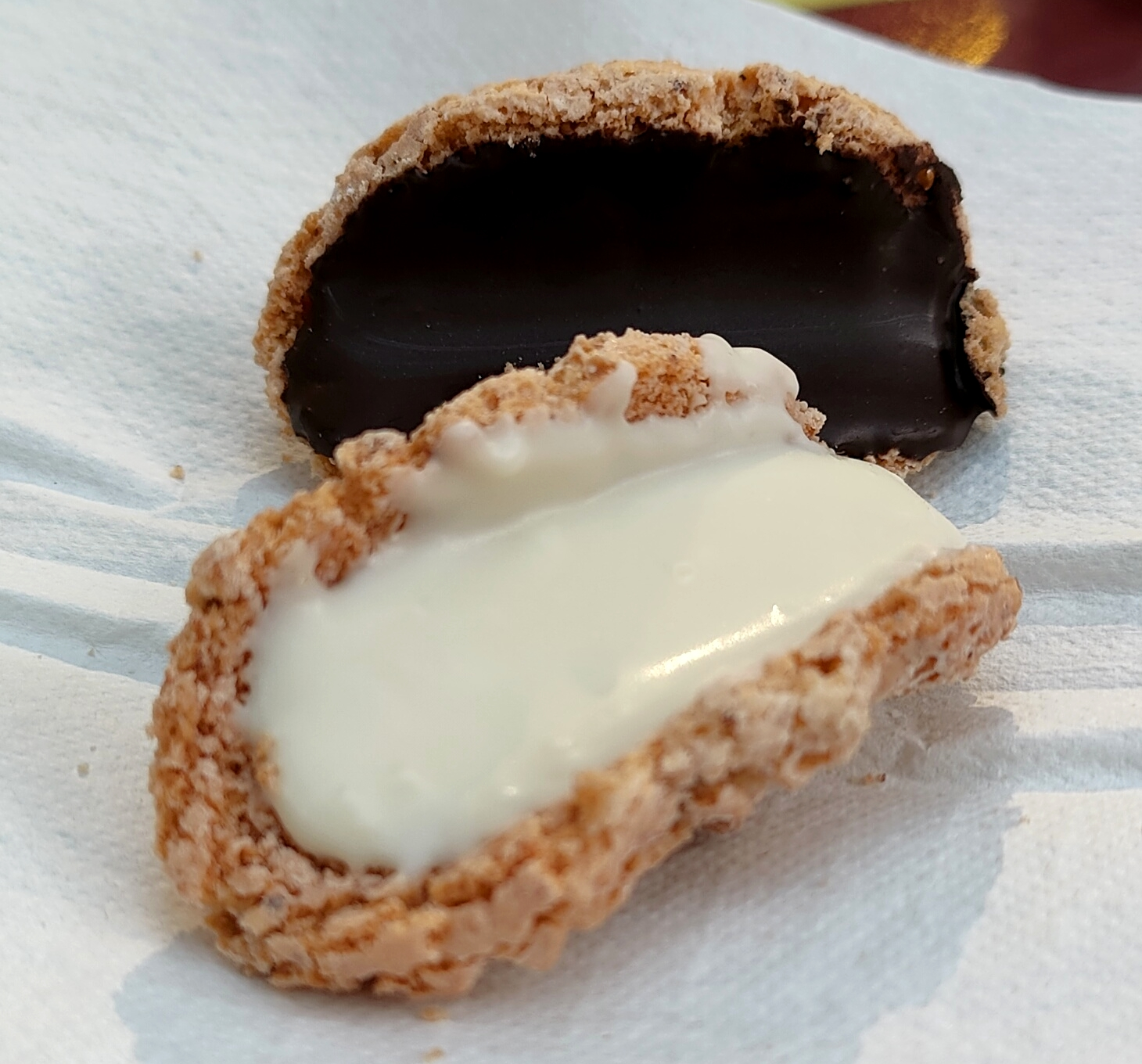
Scorzette

La tradizione dolciaria è, perlopiù, semplice e poco elaborata, basata su ingredienti facilmente reperibili che la terra offriva. I prodotti sono, prevalentemente, secchi e di piccole dimensioni, i quali permettevano un facile trasporto e un agevole consumo ai braccianti durante le attività lavorative. Tra i dolci tipici vi sono:
- Anginetti: biscotti glassati a forma di ciambella, aromatizzati con semi di anice o finochietto. Noti quelli di Lauria e riconosciuti come prodotto agroalimentare tradizionale regionale.[72]
- Bocconotti: tipici del centro-sud Italia. In Basilicata presentano un ripieno di marmellata di amarene (o arance) o crema pasticcera.[73][74]
- Calzoncelli: noti anche come panzerotti, chinulidd’, cauzncidd (da non confondersi con il primo piatto). Varietà di ravioli dolci fritti o cotti al forno con diverse farciture a seconda del luogo di produzione, generalmente fatte con castagne e cacao.[75]
- Cannaricoli: dolcetti tipici dell'area del Pollino, preparati con farina, olio (o strutto), succo di limone e vino bianco.[76]
- Cicerata: dolce natalizio dell'Italia centro-meridionale con nomi varianti differenti. Si tratta di palline di pasta fritte disposte a piramide e ricoperte di miele.[77]
- Lagana chiapputa: lagh' na chiappout in dialetto. Tipica dei comuni dell'Alto Bradano. Pasta condita con vino cotto, gherigli di noci, mandorle, pinoli e uva passa. Dato il suo sapore dolce viene spesso classificato come tale, più che un primo piatto di pasta.[78]
- Laganedd: tipica di Stigliano, tronchetto di pasta farcito con miele, cacao, mandorle, noci, uva passa e cannella. Vi è anche una variante con pistacchio.[79]
- Nocetti: dolci fatti con uova, zucchero e noci, decorati con una glassa al limone. Tipici di Trecchina e Maratea.[80]
- Pan minisc' (o Paparotta): dolce tipico della provincia di Potenza; a base di mosto cotto, farina, zucchero e spezie.[81]
- Pastarelle: biscotti da latte dalla preparazione semplice. Possono essere decorati con le codette.[82]
- Rosacatarre: note anche come scarteddate o crispedde. Dolci fritti dalle sembianze di una rosa, ricoperti di miele.[83]
- Scorzette: dolci tipici di Bernalda, preparati con albume, zucchero, mandorle e ricoperti di cioccolato fondente.[84] Altre varianti presentano nocciole e cioccolato bianco, oltre al cioccolato aromatizzato al pistacchio o arancia.
- Soppressata di fichi: tipica di Carbone con fichi, mandorle, noci e buccia d'arancia.[85]
- Spumette: biscotti soffici materani a base di mandorle tritate.[73] Nel potentino sono noti come Spumini e presentano le noci al posto delle mandorle; quelli di Cersosimo sono certificati prodotti agroalimentari tradizionali.[86]
- Strazzate: Strazzet in materano. Dolcetto natalizio con mandorle abbrustolite e tritate, cacao, cannella e limone grattugiato.[73]
- Stozze: biscotti secchi alle mandorle, simili ai cantucci toscani.[87]
- Taralli glassati: simili agli anginetti, ma di dimensioni maggiori e dalle forme irregolari, in particolare quelli di Avigliano. Una variante senza glassa sono i ficculi.[88]
- Sospiri (o dolci della sposa): dolci di pan di Spagna a forma ovale, farciti con crema pasticciera o al cacao, e ricoperti di glassa. A Stigliano sono altresì noti come dolci senza nome.[89]
- Zeppole di San Giuseppe: dolci della tradizione meridionale. Paste fritte (o, raramente, al forno) a base di uova, farina e zucchero, guarnite con crema pasticciera e amarene sciroppate.[73]

## Vini, liquori e bevande

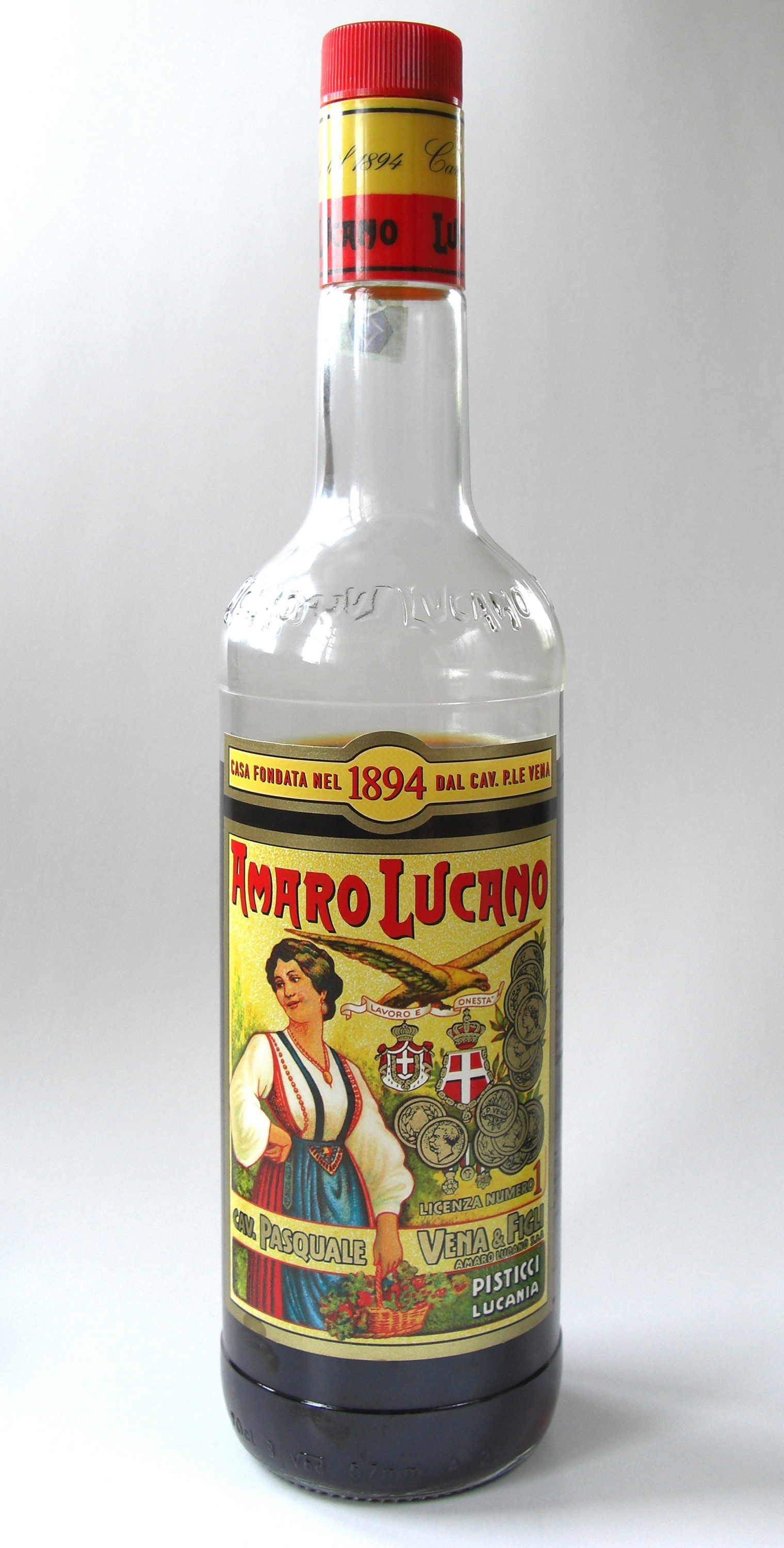
Amaro Lucano

La Basilicata è tra le più antiche regioni d'Italia a vocazione viticola; alla fine XX secolo venivano censite 154 diverse denominazioni di cultivar diffuse nei comuni lucani. I vitigni coltivati sono prevalentemente a bacca nera. Tra i vini più rilevanti vi sono Aglianico del Vulture, Grottino di Roccanova, Matera e Terre dell'Alta Val d'Agri. Sono altresì prodotti vini bianchi, anche se in minor misura, da greco e malvasia, in particolare nel Vulture e nel Metapontino. Grumento Nova custodisce la ricetta della Polvere di Ippocrasso, un vino medievale aromatizzato con miele e spezie come zenzero, cannella, pepe e galanga secca, abbinabile a dolci e formaggi.
Superalcolici tipici sono l'Amaro Lucano di Pisticci, il liquore al sambuco di Chiaromonte e il Sempre Freddo di Avigliano, a base di Aglianico e amarena; altre tipologie prodotte sono nocino, fragolino, crema di limoncello, liquori di cedro, arancia e peperone crusco. Tra le bevande vi è la Birra Morena, prodotta a Balvano, e la gassosa Avena di Potenza. 
Le acque minerali trovano in Basilicata il più grande bacino idrico d'Italia, che rappresenta più del 30% delle risorse idriche nazionali. Le sorgenti del Vulture, area di maggior produzione, presentano materiali vulcanici che forniscono alle acque sorgive una naturale effervescenza, una caratteristica rara nel panorama delle acque minerali. Tra le acque minerali sono da menzionare quelle prodotte da Fonti del Vulture e Gaudianello, entrambe operanti a Monticchio Bagni, frazione di Rionero in Vulture.